# Amphoe Wiang Nong Long

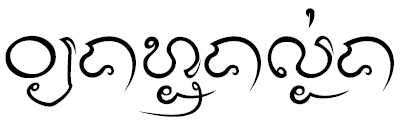
„Wiang Nong Long“ in Lanna-Schrift

Amphoe Wiang Nong Long (Thai อำเภอ เวียงหนองล่อง, Aussprache: ʔāmpʰɤ̄ː wīaŋ nɔ̌ːŋ lɔ̂ŋ) ist der kleinste Landkreis (Amphoe – Verwaltungs-Distrikt) im Nordwesten der Provinz Lamphun. Die Provinz Lamphun liegt in der Nordregion von Thailand.

## Geographie
Benachbarte Landkreise (von Osten im Uhrzeigersinn):  die Amphoe Pa Sang und Ban Hong der Provinz Lamphun, sowie Chom Thong und Doi Lo der Provinz Chiang Mai.

## Geschichte
Ban Hong wurde am 1. April 1995 als „Zweigkreis“ (King Amphoe) vom Kreis Pa Sang abgespalten. Die thailändische Regierung entschied am 15. Mai 2007, dass alle 81 Unterbezirke den vollen Amphoe-Status erhalten. Diese Entscheidung wurde am 24. August 2007 durch die Veröffentlichung in der Royal Gazette offiziell.

## Verwaltung

### Provinzverwaltung
Der Landkreis Wiang Nong Long ist in drei Tambon („Unterbezirke“ oder „Gemeinden“) eingeteilt, die sich weiter in 25 Muban („Dörfer“) unterteilen.
| Nr. | Name       | Thai    | Muban | Einw. |
| --- | ---------- | ------- | ----- | ----- |
| 01. | Nong Long  | หนองล่อง | 09    | 5.915 |
| 02. | Nong Yuang | หนองยวง | 05    | 3.810 |
| 03. | Wang Phang | วังผาง   | 11    | 8.105 |

### Lokalverwaltung
Es gibt drei Kommunen mit „Kleinstadt“-Status (Thesaban Tambon) im Landkreis:
- Wang Phang (Thai: เทศบาลตำบลวังผาง) bestehend aus dem kompletten Tambon Wang Phang.
- Nong Yuang (Thai: เทศบาลตำบลหนองยวง) bestehend aus dem kompletten Tambon Nong Yuang.
- Nong Long (Thai: เทศบาลตำบลหนองล่อง) bestehend aus dem kompletten Tambon Nong Long.